# Outis
Outis (transliteração do grego clássico Οὖτις, em maiúsculas ΟΥΤΙΣ, do οὔτις "ninguém") é um pseudônimo frequentemente usado. Artistas, escritores e outros na vida pública usam esse pseudônimo para ocultar sua identidade. O equivalente em latim, Nemo, também é frequentemente usado.

## Origem do nome

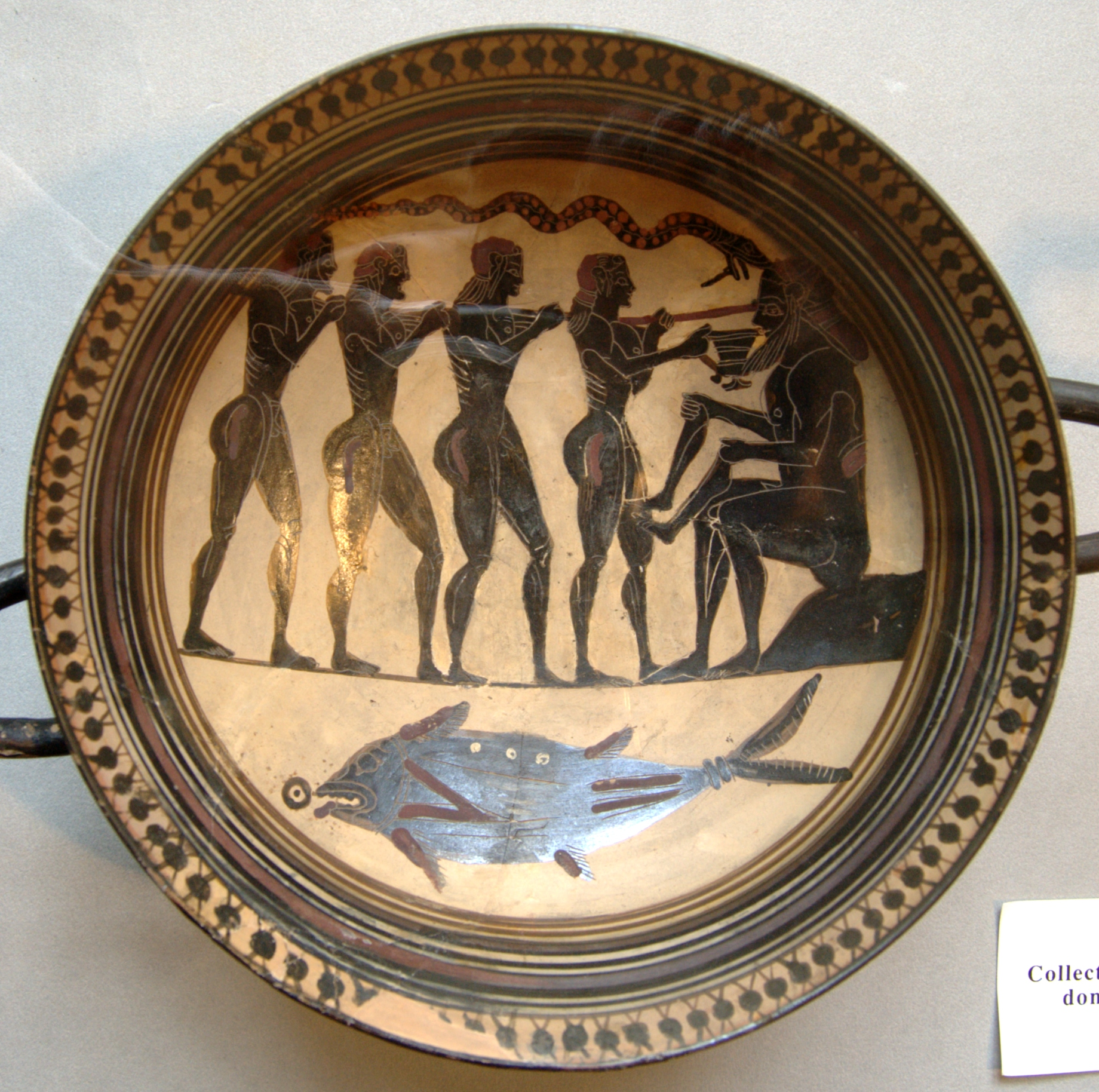
Cegamento do Ciclope

"Outis" foi usado como pseudônimo pelo herói homérico Odisseu, quando ele lutou contra o Ciclope Polifemo, e cegou o olho do monstro. Polifemo gritou de dor aos outros ciclopes da ilha que "Ninguém" estava tentando matá-lo, então ninguém veio em seu socorro. A história do Ciclope pode ser encontrada na Odisseia, livro 9 (na Cyclopeia). O nome Ninguém pode ser encontrado em cinco linhas diferentes do Capítulo 9. Primeiramente na linha 366: 
"Ciclope, você perguntou meu nobre nome; eu lhe direi, mas você me dará o presente de estrangeiro, como prometeu. Meu nome é Ninguém. Sou chamado Ninguém por mãe, pai e por todos os meus companheiros".
 Então na linha 369: 
"Então eu o disse e, com um coração cruel, ele imediatamente respondeu: 'Ninguém comerá por último, depois dos outros; e esse será seu presente de estrangeiro'..."
 Então na linha 408: 
"Então, na sua vez de sair da caverna, o grande Polifemo respondeu: 'Amigos, Ninguém está me matando, não por força'. Mas, respondendo-o com palavras aladas, eles disseram: 'Se ninguém te machuca e estás sozinho, a doença vem do poderoso Zeus, você não pode voar. Mas faça sua oração a seu pai, senhor Posídon'".
 Na linha 455: 
"Você sente muito porque aquele perverso Ninguém derrubou seu mestre com bebida e o cegou?".
 E na linha 460: 
"Deveria, portanto, vingar-me do mal que o perverso Ninguém me causou".

## Usos do pseudônimoOutis

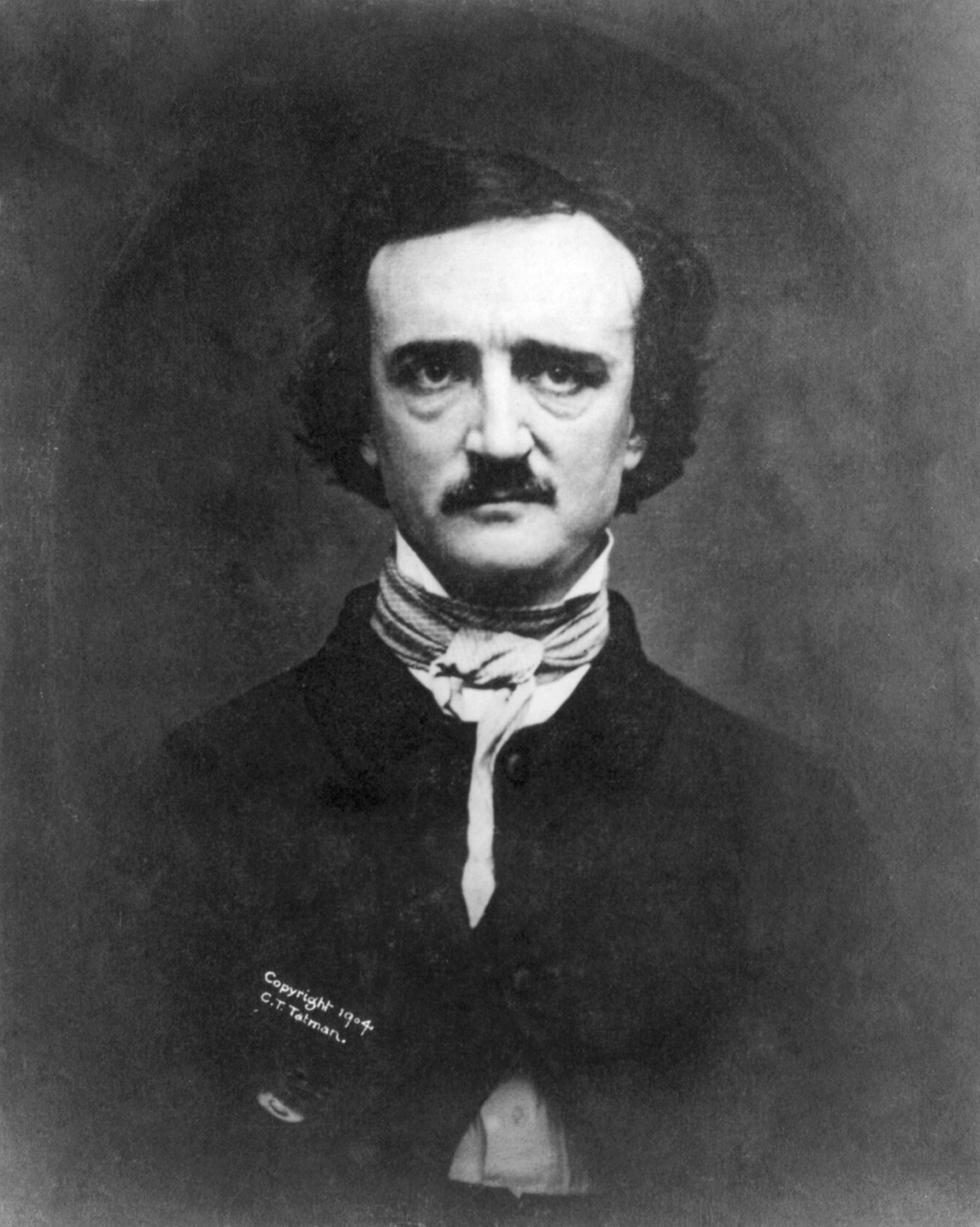
Edgar Allan Poe

- No New York Evening Mirror (14 de janeiro de 1845), Edgar Allan Poe chamou o poeta Henry Wadsworth Longfellow de plagiador. Longfellow permaneceu calado sobre o assunto, mas um defensor de Longfellow apareceu, um escritor anônimo que assinou suas cartas apenas como "Outis". Especulações sobre a identidade de Outis mencionaram Cornelius Felton, Lawrence Labree[2] e o próprio Poe.[carece de fontes?]
- Henry Stevens era um comerciante de livros raros americano e formado na Universidade de Yale. Em 1845, ele foi para Londres "em uma expedição de caça aos livros" e permaneceu lá até sua morte em 1886. Como antiquário, ele ajudou a construir várias grandes bibliotecas americanas. Em 1877, sob o pseudônimo de 'Mr. Secretary Outis”, ele projetou e iniciou uma associação literária chamada The Hercules Club.

- István Orosz (1951-), artista visual húngaro, usa o pseudônimo Utisz, uma resenha fonêmica dos gregos Outis: ou seja, ambos são pronunciados /utis/. O significado oculto do conto antigo está muito próximo das armadilhas visuais criadas por Orosz. Ele gosta de usar o paradoxo visual, imagens de duplo sentido e ilusão de ótica – todos eles são algum tipo de ataque aos olhos, um gesto de Odisseu de maneira simbólica.  Orosz dubla a si mesmo: de tempos em tempos, assina suas obras como Utisz, o pseudônimo emprestado da Cyclopeia. O grego mais astuto, Odisseu, também usou como pseudônimo a palavra que significa Não-homem, e como sabemos, com essa troca de nomes, então Polifemos, o olho do ciclope, veio ao mundo. O rasgo do olho, ou a desilusão do olho, também acompanharam os trabalhos de Orosz/Utisz, mesmo que metaforicamente. Trompe l'oeil — nos referimos com uma expressão histórica da arte àquelas imagens nas quais a ilusão guia o olhar. Orosz costuma usar esse artifício, embora esteja completamente ciente do perigo desses procedimentos enganosos. Ele falou assim em um simpósio há alguns anos: espero que minhas intenções sejam claras, nas ambições de um artista húngaro na virada do século, que não diz a verdade apenas para ser flagrado em flagrante. (Introdução por Guy d'Obonner)
- Pseudônimo de Henri Antoine Meilheurat des Pruraux por O il cattolicismo o la morte em Leonardo nº 7 (29 de março de 1903).
- Kaniel Outis é o pseudônimo usado pelo protagonista Michael Scoffield na quinta temporada da série Prison Break. Este é um dos paralelos da história com a Odisseia; outros, incluindo a prisão do protagonista na prisão fictícia de Ogígia (em homenagem a Ogígia, na qual Odisseu foi preso pela ninfa Calipso), o codinome principal do antagonista sendo Posídon e a luta do protagonista para voltar para casa com sua esposa, que vive em Ithaca, Nova Iorque.

## Usos do pseudônimoNemo

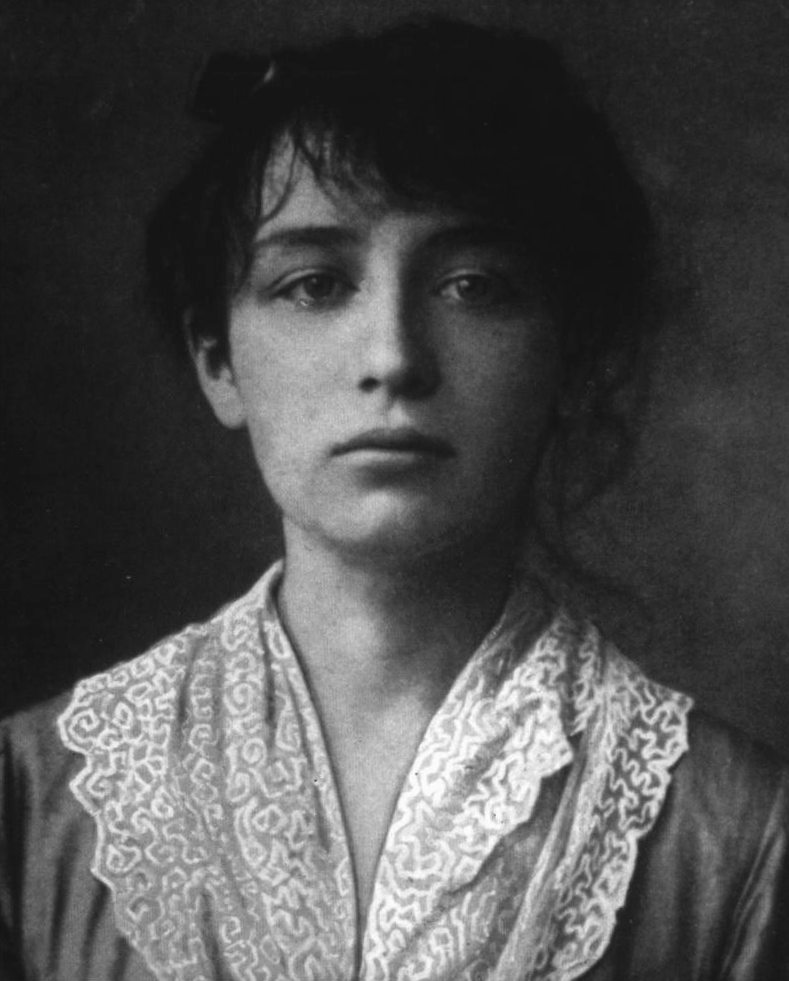
Camille Claudel

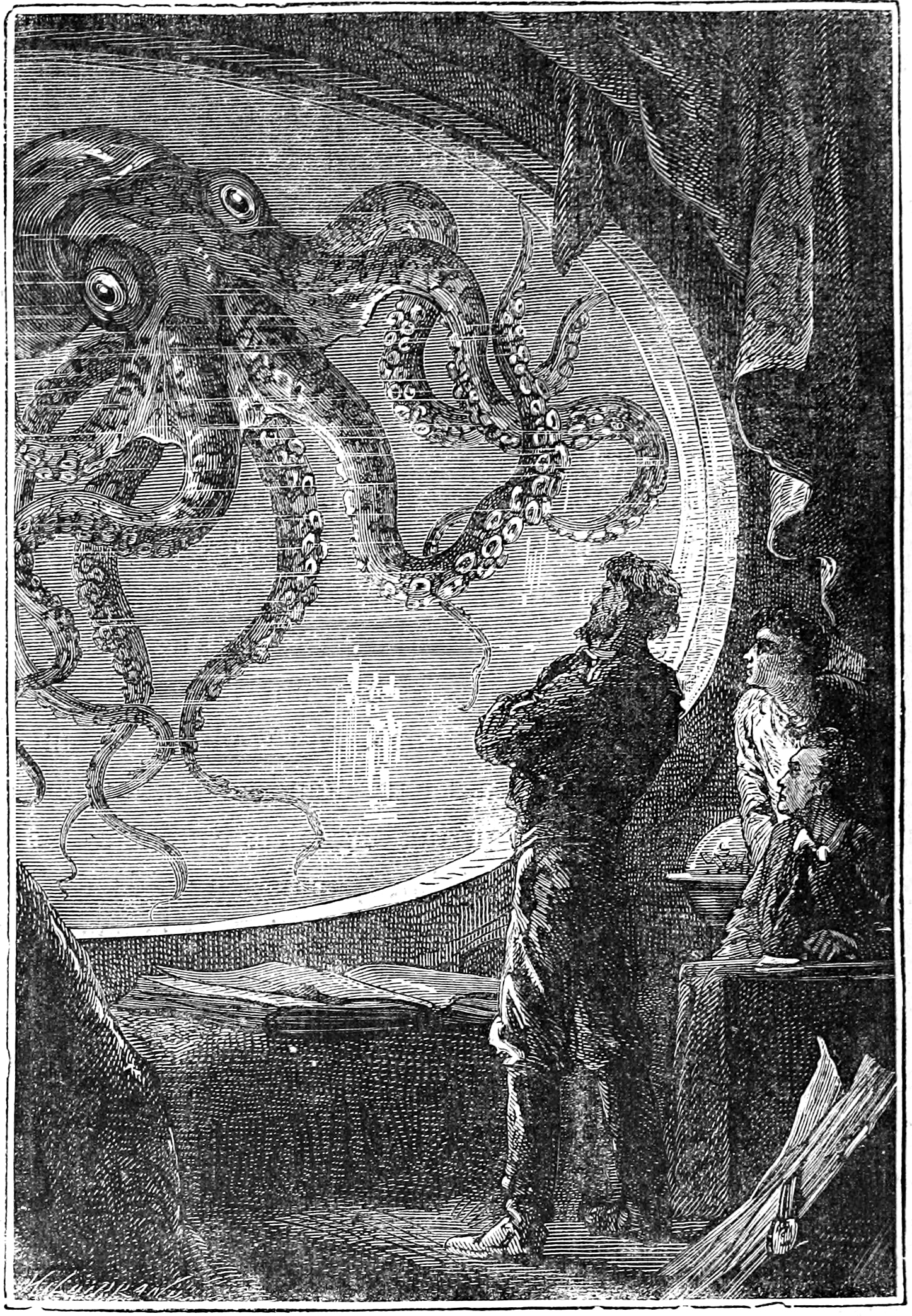
Capitão Nemo

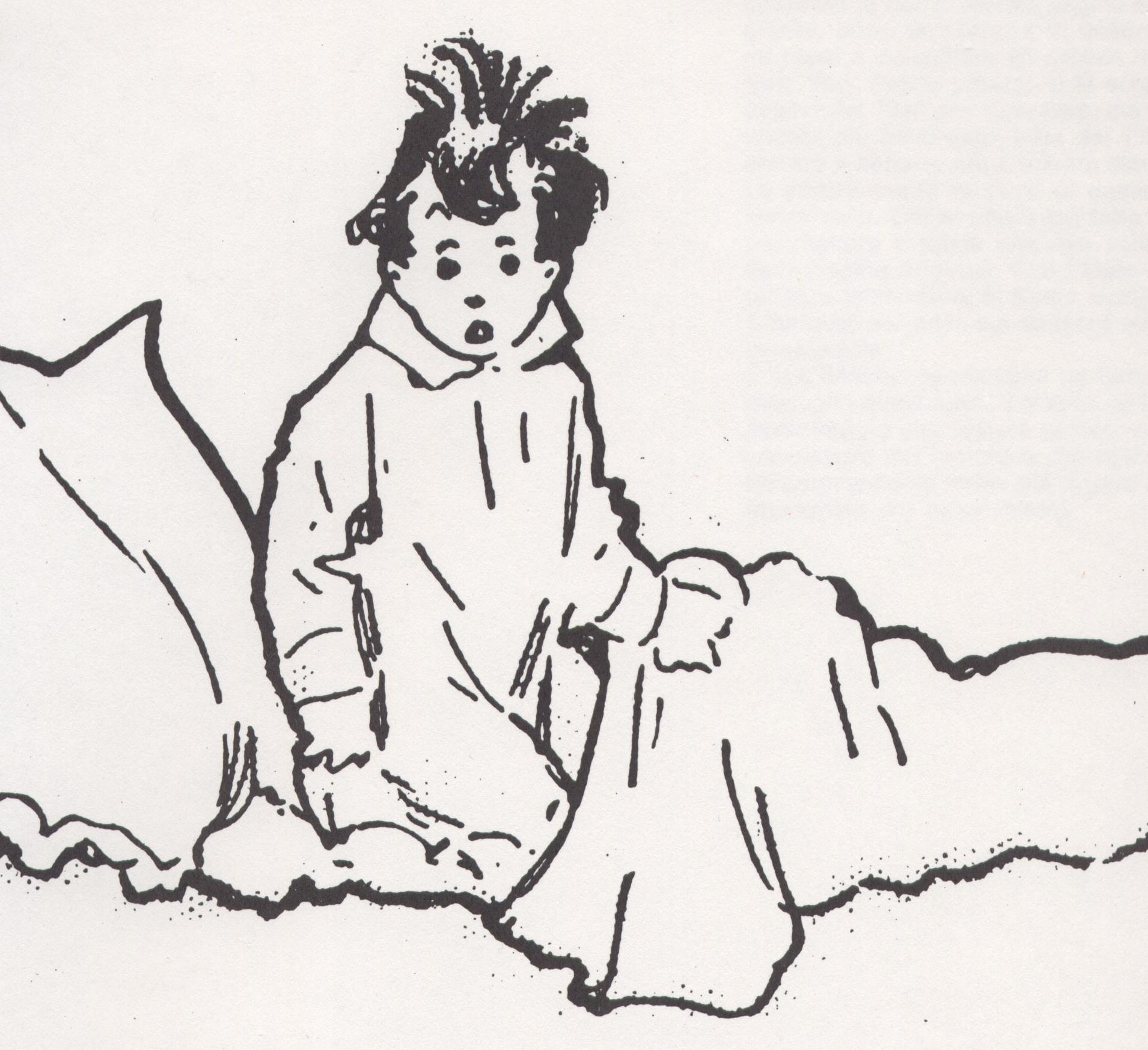
Little Nemo

- Hablot Knight Browne (1815-1882) era um artista gráfico britânico, conhecido como ilustrador de Charles Dickens. Entre outros, ele ilustrou The Pickwick Papers, David Copperfield e Martin Chuzzlewit. Browne adotou o pseudônimo "N. E. M. O.". Logo, no entanto, ele se tornou "Phiz", um pseudônimo adequado para o criador de "phizzes" — caricaturas maravilhosas, como visto em suas ilustrações. Nemo também é o nome dado ao escrivão com um segredo na Bleak House, de Dickens.
- Camille Claudel (1864–1943), um escultor e artista gráfico francês (assim como a modelo, estudante e amante de Auguste Rodin) tinha um canário de estimação chamado Nemo. Foi mencionado como alter ego de Camille Claudel em algumas cartas pessoais de Rodin.
- Capitão Nemo é um personagem fictício dos romances de Júlio Verne, Vinte Mil Léguas Submarinas e A Ilha Misteriosa. O capitão Nemo é um herói misterioso e um gênio científico que percorre as profundezas do mar em seu submarino, o Nautilus, que ele construiu em uma ilha deserta.
- Little Nemo é o personagem principal de uma série de histórias em quadrinhos de Winsor McCay (1871 a 1934), que apareceram semanalmente no New York Herald entre 1905 e 1913.
- Procurando Nemo

## Outros pseudônimos de "Ninguém"
- My Name is Nobody (Il mio nome è Nessuno; também conhecido como Lonesome Gun) é um filme de comédia spaghetti western de 1973, dirigido por Tonino Valerii e Sergio Leone.
- Um personagem nativo americano no filme ocidental Dead Man se chama Ninguém.
- No One é um grupo de nu metal de Chicago, Illinois. O nome original da banda de quatro peças era Black Talon. Eles estão ativos desde 1994.
- Harold Cohen (1854-1927), um autor americano, escreveu romances de ficção científica sob os pseudônimos Harry Enton e "Noname". Após alguns títulos, sua conhecida série Frank Reade foi continuada por Luis Senarens (1865-1939), que também usou "Noname".
- Doctor Who O anonimato do Doctor é influenciado pelo viajante do tempo anônimo no romance The Time Machine de H. G. Wells.